# Ванахайм
В скандинавската митология Ванахайм (нордически: Vanaheimr – Дом на ваните) е един от деветте свята, място свързано с Вани - богове на плодородието, мъдростта. Те има и способност да виждат в бъдещето. Ванахайм е спомената в Поетичната Еда, съставена през XIII век от древни традиционни източници, Прозачната Еда и Хеймскрингла (и двете творби са написани по същото време от Снуре Стурлусон). В Прозаичната Еда Ванахайм е описан като мястото, където е отгледан бог Ньорд.

## Прозаична и Поетична Еда
Ванахайм е споменат един-единствен път в Поетичната Еда в куплет от поемата Вафтруднисмал. В тази поема Гагнрад (предрешеният Один) влиза в борба с йотуна Вафтруднир, при която двамата мерят своята хитрост и знания. Гагнрад пита великана откъде е произлязал бог Ньорд, защото макар той да владее много земи, не е отгледан сред асите. Вафтруднир отвръща, че богът е създаден във Ванахайм от „мъдри сили“, споменавайки че Ньорд е разменен като заложник по време на войната между Аси и Вани. Йотунът също отбелязва, че когато светът достигне своя сетен час (Рагнарьок) Ньорд ще се завърне при „мъдрите Вани“:
| Превод на английски от Бенджамин Торп: Във Ванахайм мъдри сили го създадоха и заложник на боговете дадоха. При разпадането на света той ще се завърне при мъдрите Вани. | Превод на английски от Хенри Адамс Белоус: В дома на Ванир създадоха го мъдрите и го дадоха като заложник на боговете; при залеза на света той отново ще се завърне в дома на Ваните тъй мъдри. |  |

В глава 24 от книгата (част втора) Гюлфагининг в Прозаичната Еда фигурата на Висок, седнала на трон, казва, че Ньорд е създаден във Ванахайм, но по-късно изпратен като заложник на асите.
В главата Сага за Инглингите, която е част от Хеймскрингла, се описват фундаментите на скандинавската митология. В първа глава „Домът Ван или домът на Ваните“ се споменава като място, намиращо се около реката Дон (която, пише Снуре, някога се е наричала „вилата на Тана/Вана“). Глава четвърта описва войната между Аси и Вани, като се отбелязва, че по време на размяната на заложниците, асите изпращат бог Хьонир във Ванахайм, където той веднага става вожд. В глава 15 се документира, че крал Свайгдир е встъпил в брак с жена на име Вана във „Ваналанд“, намираща се в Швеция. Двамата имат син, когото наричат Ванланди (означаващо „мъж от земята на Ваните“).

## Теории
Хилда Елис Давидсон коментира, че точното местонахождение на Ванахайм в световното дърво Игдрасил и сред останалите осем свята не е известно, след като „водещите богове Фрей и Ньорд заедно с няколко други са представени заедно с асите в Асгард, но все пак изглежда възможно [Ванахайм] да се намира в подземния свят.“ Хилда отбелязва връзка между Ванир и „земните духове, които обитават могили и хълмове.“
Рудолф Симек твърди, че Снуре „безспорно“ е измислил името Ванахайм като противоположност на Асгард, ала Симек не споменава нищо за наличието на същото име във Вафтруднисмал.
|  | Тази страница частично или изцяло представлява превод на страницата Vanaheimr в Уикипедия на английски. Оригиналният текст, както и този превод, са защитени от Лиценза „Криейтив Комънс – Признание – Споделяне на споделеното“, а за съдържание, създадено преди юни 2009 година – от Лиценза за свободна документация на ГНУ. Прегледайте историята на редакциите на оригиналната страница, както и на преводната страница, за да видите списъка на съавторите. ВАЖНО: Този шаблон се отнася единствено до авторските права върху съдържанието на статията. Добавянето му не отменя изискването да се посочват конкретни източници на твърденията, които да бъдат благонадеждни. |